# Satoshi Tezuka
Satoshi Tezuka (jap. 手塚 聡 Tezuka Satoshi; ur. 4 września 1958) – japoński piłkarz, reprezentant kraju.

## Kariera klubowa
Od 1981 do 1991 roku występował w klubie Fujita Industries.

## Kariera reprezentacyjna
W reprezentacji Japonii zadebiutował w 1980. W reprezentacji Japonii występował w latach 1980-1988. W sumie w reprezentacji wystąpił w 25 spotkaniach.

## Statystyki
| Reprezentacja Japonii | Reprezentacja Japonii | Reprezentacja Japonii |
| Rok                   | Mecze                 | Gole                  |
| --------------------- | --------------------- | --------------------- |
| 1980                  | 2                     | 0                     |
| 1981                  | 6                     | 0                     |
| 1982                  | 0                     | 0                     |
| 1983                  | 0                     | 0                     |
| 1984                  | 0                     | 0                     |
| 1985                  | 2                     | 0                     |
| 1986                  | 4                     | 0                     |
| 1987                  | 8                     | 2                     |
| 1988                  | 3                     | 0                     |
| Razem                 | 25                    | 2                     |